# Лібам (Вашингтон)
Лібам (англ. Lebam) — переписна місцевість (CDP) в США, в окрузі Пасифік штату Вашингтон. Населення — 150 осіб (2020).

## Географія
Лібам розташований за координатами 46°33′51″ пн. ш. 123°33′3″ зх. д. / 46.56417° пн. ш. 123.55083° зх. д. (46.564091, -123.550888).  За даними Бюро перепису населення США в 2010 році переписна місцевість мала площу 3,78 км², уся площа — суходіл.

## Демографія
Згідно з переписом 2010 року, у переписній місцевості мешкало 160 осіб у 69 домогосподарствах у складі 39 родин. Густота населення становила 42 особи/км².  Було 86 помешкань (23/км²).
Расовий склад населення:
| - 90,6 % — білих - 5,0 % — корінних американців - 1,3 % — осіб інших рас |

До двох чи більше рас належало 3,1 %. Частка іспаномовних становила 6,9 % від усіх жителів.
За віковим діапазоном населення розподілялося таким чином: 23,1 % — особи молодші 18 років, 60,6 % — особи у віці 18—64 років, 16,3 % — особи у віці 65 років та старші. Медіана віку мешканця становила 45,0 року. На 100 осіб жіночої статі у переписній місцевості припадало 100,0 чоловіків;  на 100 жінок у віці від 18 років та старших — 108,5 чоловіків також старших 18 років.
Середній дохід на одне домашнє господарство  становив 55 631 долар США (медіана — 45 833), а середній дохід на одну сім'ю — 55 708 доларів (медіана — 45 486). За межею бідності перебувало 22,6 % осіб, у тому числі 0,0 % дітей у віці до 18 років та 0,0 % осіб у віці 65 років та старших.
Цивільне працевлаштоване населення становило 44 особи. Основні галузі зайнятості: публічна адміністрація — 52,3 %, виробництво — 22,7 %, сільське господарство, лісництво, риболовля — 13,6 %, будівництво — 11,4 %.